# Patrick Bard
 (avril 2009).
Si vous disposez d'ouvrages ou d'articles de référence ou si vous connaissez des sites web de qualité traitant du thème abordé ici, merci de compléter l'article en donnant les références utiles à sa vérifiabilité et en les liant à la section « Notes et références ».
Pour les articles homonymes, voir Bard.
Patrick Bard, né le 13 avril 1958 à Montreuil (Seine), est un photojournaliste et écrivain français.

## Biographie
Sa carrière de photographe commence en 1982 avec une exposition à la Galerie des Voyageurs à Toulouse. Il était, par ailleurs, membre de l'agence de presse Rapho depuis 1979. En 1990, il change d'agence et rejoint Editing. Depuis 2007, il est représenté par Signatures, maison de photographes.
Son premier livre, publié en 1993, est Blues Mississippi Mud, un carnet d’un voyage dans le monde du blues. À partir de 1996 il quitte la France pour étudier la frontière entre les États-Unis et le Mexique. Cette étude, qui a duré 5 ans, a donné lieu à l'ouvrage El Norte, sorti en 2002. Mais également, en 2002, à la sortie de son premier roman, La Frontière. Ce livre a d'ailleurs été récompensé par le prix Michel-Lebrun (2003).
Il sort son deuxième roman en 2004, sous le titre de L'Attrapeur d'ombres. Viennent ensuite deux ouvrages historiques, Le Chemin de l'Inca en 2006, et Les Routes du Che en 2007.
Depuis longtemps, Patrick Bard a choisi comme lieu de villégiature le village de La Canourgue en Lozère, non loin des lieux où se sont déroulés les événements de la bête du Gévaudan[pas clair]. C'est d'ailleurs ce thème qui est le sujet de son troisième roman, Le Chien de Dieu, sorti en 2008.

## Prix littéraires
- 2003 : prix Michel-Lebrun, pour La Frontière
- 2005 : prix Brigada 21 du meilleur roman policier étranger (Espagne), pour La Frontière
- 2006 : prix Ancres noires, pour La Frontière
- Sélection au prix du polar lycéen d'Aubusson, pour La Frontière
- 2011 : prix Lion Noir de la ville de Neuilly-Plaisance pour Orphelin de sang
- 2017 : prix A-Fictionados, pour Et mes yeux se sont fermés
- 2019 : prix Jacaranda pour Et mes yeux se sont fermés
- 2023 : prix des lycéens allemands pour Le Secret de Mona[2]

## Œuvre

### Romans
- La Frontière. Paris : Le Seuil, 03/2002, 326 p.  (ISBN 2-02-040271-8). Rééd. Points, coll. "Policiers" n° 1102, mai 2003, 377 p.  (ISBN 2-02-060438-8)
- L'Attrapeur d'ombres. Paris : Le Seuil, 04/2004, 427 p.  (ISBN 2-02-057195-1). Rééd. Points, coll. "Policiers" n° 1318, mars 2005, 405 p.  (ISBN 2-02-079838-7)
- La Quatrième Plaie. Paris : Fleuve noir, coll. "Polar santé", novembre 2004, 240 p.  (ISBN 2-265-07701-1). Rééd. Points, coll. "Policiers" n° 1914, 04/2008, 283 p.  (ISBN 978-2-7578-0575-6)
- Le Chien de Dieu. Paris : Le Seuil, 04/2008, 469 p.  (ISBN 978-2-02-065377-0). Rééd. Points, coll. "Thriller" n° 2167, mai 2009, 525 p.  (ISBN 978-2-7578-1380-5)
- Orphelins de sang. Paris : Le Seuil, 03/2010, 335 p.  (ISBN 978-2-02-097865-1). Rééd. Points, coll. "Policiers" n° 2842, 06/2012, 417 p.  (ISBN 978-2-7578-2894-6)
- Un chato en Espagne. Paris : Baleine, coll. "Le Poulpe" n° 288, février 2015, 159 p.  (ISBN 978-2-84219-534-2)
- Poussières d'exil. Paris : Le Seuil, 04/2015, 485 p.  (ISBN 978-2-02-102633-7). Rééd. Points, coll. "Les grands romans" n° 4369, 06/2016, 563 p.  (ISBN 978-2-7578-5899-8)

### Nouvelles
- Mojo, dans Les Treize morts d'Albert Ayler. Paris : Gallimard, coll. "Série noire" n° 2442, 11/1996, 284 p.  (ISBN 2-07-049643-0)
- Dans le panneau : concours La Noiraude, Fureur du noir. Dinan : Terre de brume, coll. "Bibliothèque de poche. Granit noir " n° 44, novembre 2008, 192 p.  (ISBN 978-2-84362-391-2)
- Douze nouvelles noires : festival du polar à la plage 10 ans Le Havre 2012. Le Havre : Les Ancres Noires, 2012, 127 p.
- La Bataille du rail : cheminots en grève, écrivains solidaires. Paris : Don Quichotte éditions, 06/2018.  (ISBN 978-2-35949-730-4)

### Romans jeunesse
- Et mes yeux se sont fermés. Paris : Syros, 08/2016, 197 p.  (ISBN 978-2-7485-2059-0). Rééd. PKJ, 09/2018.  (ISBN 978-2-266-28893-4)
- POV : Point of view. Paris : Syros, 08/2018, 240 p.  (ISBN 978-2-74-852521-2)
- Le Secret de Mona. Paris : Syros, 08/2020, 176 p.  (ISBN 978-2-7485-2661-5)
- Dopamine. Paris : Syros, 08/2022, 244 p.  (ISBN 978-2-7485-3056-8)

### Carnets de voyage
- Transsibériens. Paris : Marval, mars 2003, 176 p.  (ISBN 2-86234-364-1)
- Carnets d'Europe : Brest to Brest / photographies Patrick Bard. Paris : Le Seuil, 10/2005, 118 p.  (ISBN 2-02-084177-0)
- Pétaouchnock / Jean-Bernard Pouy ; avec la collab. de Patrick Bard. Paris : Antoine de Kerversau, 01/2006.  (ISBN 2-9519753-3-3)
- Le Chemin de l'Inca : Qhapac Nan. Paris : Le Seuil, 09/2006, 215 p.  (ISBN 2-02-087640-X)
- Dans son jus : voyage sur les zincs / illustrations Cendrine Bonami-Redler ; texte Patrick Bard. Bordeaux : Elytis éditions, août 2018, 128 p.  (ISBN 978-2-35639-265-7)

### Livres de photographies
- Quelques dimanches en bord de Marne : de Charenton-le-Pont à Meaux / Patrick Bard, Thierry Jonquet. Dammarie-les-Lys : Amatteis, 1990, 224 p.  (ISBN 2-86849-099-9)
- Blues Mississippi Mud / Patrick Raynal ; photographies Patrick Bard. Paris : La Martinière, 1993, 120 p.  (ISBN 2-7324-2027-1)
- Aubrac / photographies Patrick Bard ; nouvelle de Jean-Bernard Pouy. Clermont-Ferrand : Chamina-Freeway, 11/1995, 142 p.  (ISBN 2-904460-63-2)
- La Banlieue des quatre dimanches / photographies Patrick Bard ; texte Thierry Jonquet. Clermont-Ferrand : Éd. du Parcours, 10/1996, 128 p.  (ISBN 2-84283-002-4)
- La Canourgue : des rives du Lot aux gorges du Tarn / Félix Buffière et Patrick Bard. La Canourgue : Éd. de la Confrérie de la Pouteille, 1996, 239 p.
- Causses. Clermont-Ferrand : Freeway, 10/1998, 144 p.  (ISBN 2-9506809-7-6)
- Paris chansons : les 100 plus belles chansons sur Paris / édition Régine Deforges ; photographies Patrick Bard. Paris : Spengler, 1993, 163 p.  (ISBN 2-909997-09-X). Rééd. Mango-Images, octobre 1998, 170 p.  (ISBN 2-84270-107-0)
- Route 66 / Jean-Pierre Reymond ; photographies Patrick Bard. Paris : SPE-Barthélémy, 06/2001, 400 p.  (ISBN 2-912838-13-4). Rééd. Ile-Tudy : Volum, juin 2010, 160 p.  (ISBN 978-2-35960-009-4)
- Mongolie : le vertige horizontal / Patrick Bard ; préface Homéric. Paris : Autrement, coll. "Collection Monde. Photographie", mars 2002, 126 p.  (ISBN 2-7467-0198-7)
- Un visiteur attentionné : photographies noir et blanc sur la Cote d'Opale. Le Touquet : Aureoline, 2003, 64 p.  (ISBN 9782915123005)
- Lozère : entre arpège et silence / Nicole Lombard, Patrick Bard. Nasbinals : Éd. du Bon Albert, décembre 2004, 128 p.  (ISBN 2-910834-21-2)
- Babel : a film by Alejandro Gonzalez Inarritu / photographies Mary Ellen Mark, Patrick Bard, Graciela Iturbide, Miguel Rio Branco ; édition Maria Eladia Hagerman. Cologne : Taschen, octobre 2006, 304 p.  (ISBN 978-3-8228-1814-5)
- Les Routes du Che. Paris : Le Seuil, septembre 2007, 238 p.  (ISBN 978-2-02-095904-9)
- Europe : échelle 27 / texte Laura Serani et Michel Foucher ; photographies Patrick Bard, Christophe Beauregard, Marie Dorigny et al. Paris : Trans photographic press, 11/2008, 178 p.  (ISBN 978-2-913176-52-2)
- L'Eau libre : le Val-de-Marne, département de l'eau. Paris : Terre bleue, 08/2009, 144 p.  (ISBN 978-2-909953-24-3)
- Amazone, un monde en suspens / Patrick Bard, Marie-Berthe Ferrer. Paris : Le Seuil, 09/2009, 202 p.  (ISBN 978-2-02-099372-2)
- Retour en Aubrac. Clermont-Ferrand : Chamina, 11/2009, 101 p.  (ISBN 978-2-84466-151-7)
- Partir : traité de routologie / Patrick Bard, Marie-Berthe Ferrer. Paris : Le Seuil, octobre 2011, 247 p.  (ISBN 978-2-02-104267-2)
- Nationale 7 : de Paris à Menton / textes Jean-Pierre Reymond ; photos Patrick Bard. Paris : SPE-Barthélémy, novembre 2017 , 413 p.  (ISBN 978-2-912838-71-1)
- Sortir de la longue nuit : Indiens d'Amérique latine / Patrick Bard & Marie-Berthe Ferrer ; préface Joseph & Amanda Boyden. Paris : Albin Michel, octobre 2012, 208 p.  (ISBN 978-2-226-20820-0)

### Catalogues d'exposition
- Ch'nôve / Patrick Bard et Thierry Jonquet. Chenôve : Ville de Chenôve, 1996.
- El Norte, frontière américano-mexicaine : exposition, Paris, Grande Halle de la Villette, mai-oct. 2002 / texte et photogr. Patrick Bard. Paris : Marval, 04/2002, 160 p.  (ISBN 2-86234-342-0)

### Récits
- Mémoire de verre, mémoire de guerre : 14-18 / Patrick Bard, Marie-Berthe Ferrer. Paris : La Martinière, février 2014, 223 p.  (ISBN 978-2-7324-5914-1)
- Mon neveu Jeanne : aller-retour dans le genre / texte et photographie de Patrick Bard. Paris : Loco, septembre 2015, 144 p.  (ISBN 978-2-919507-43-6)
- Berry : récit. Paris : Magellan & Cie, coll. "Pour l'amour de", 05/2017, 78 p.  (ISBN 978-2-35074-461-2)

### Préfaces et postfaces
- Contre-visite / [photogr. de] Frédéric Decante ; préf. de Patrick Bard. Rodez : Éd. Subervie, 2004, 127 p.  (ISBN 2-911381-89-0)
- Romans noirs / Thierry Jonquet ; préface Martine Laval ; postface Patrick Bard. Paris : Gallimard, coll. "Folio policier" n° 580, 04/2010, 1014 p.  (ISBN 978-2-07-043723-8)

## Collections, expositions
- L’Eau libre du Val-de-Marne
- Vitry-sur-Seine, du 2 juin au  3 juillet 2009
- Champigny-sur-Marne, du 4 juillet au  30 août 2009
- "Le monde commence à ma porte", rétrospective à Nogent-sur-Marne du 15 novembre 2011 au 27 mai 2012[3]

## Prix
- Prix Michel-Lebrun de la Ville du Mans 2002 pour La Frontière[4]
- Prix A-Fictionados 2017 pour Et mes yeux se sont fermés[5]